# Португальський Бургундський дім

Герб португальських королів (з 1139).

Герб португальських королів (з 1248).

Бургу́ндський дім (порт. Casa de Borgonha), або Бургу́ндська дина́стія (порт. Dinastia de Borgonha) — середньовічна франкська династія, що правила у Португалії в 1093—1383 роках. Бічна гілка Бургундського дому династії Капетингів. Походить від Генріха Бургундського, першого графа Португалії, активного учасника Реконкісти, онука бургундського герцога Роберта І й правнука франкського короля Роберта ІІ. Дала Португалії 9 королів. Засновник династії Генріх одружився із Терезою, позашлюбною донькою леонського короля Альфонсо VI, від якого отримав васальне Португальське графство. Син Генріха, Афонсу I, проголосив себе першим португальським королем після перемоги в битві при Оріке 1139 року. Нове незалежне Португальське королівство було визнано 1179 року папою Олександром ІІІ. Наступники Афонсу, прозвані Афонситами, продовжили визволення Піренейського півострова від ісламського панування, збільшуючи територію власної держави. Зокрема, Афонсу III захопив Алгарве на південному заході півострова й прийняв титул короля Португалії й Алгарве, а його син Дініш затвердив кордон із Кастилією за Альканісеським договором (1297) й почав розбудову королівства. 1383 року португальська Бургундська династія вигасла по чоловічій лінії зі смертю Фернанду I. Його донька Беатриса стала дружиною кастильського короля Хуана I, який вирішив приєднати Португалію до своїх володінь. Це спричинило португальсько-кастильську війну 1383—1385 років, в якій перемогу здобули португальці на чолі з Жуаном І, великим магістром Авіського ордену, позашлюбним сином Педру I і братом покійного короля Фернанду. Жуан започаткував нову королівську Авіську династію, що була бічною гілкою Бургундського дому.

## Генеалогія

### до Афонсу І
- A1.  Гуго Капет (940—996), король франків (з 987)
  - B1.  Роберт ІІ (972—1031), король франків (з 996) 
    - C1.  Генріх І (972—1031), король франків (з 996) ∞ Анна Ярославна, дочка великого київського князя Ярослава Мудрого.
      - D1.  Філіпп I (1053—1108), король франків (з 1060) →  Капетинги

    - C2. Роберт І (1011—1076), герцог Бургундський (з 1032).
      - D1. Генріх (1035—1074), спадкоємець герцога Бургундського.
        - E1. Гуго І (1057–1093), герцог Бургундський (з 1076).
        - E2. Ед І (1058–1103), герцог Бургундський (з 1079).
          - F1. Гуго II (1084—1143), герцог Бургундський (з 1103) →  Бургундський дім

        - E3. Генріх (1066–1112), граф Португальський (з 1096) ∞ Тереза Леонська (1083—1130), дочка кастильсько-леонського короля Альфонсо VI.
          - F1. Уррака (1095/1097—1173), португальська інфанта.
          - F2. Санша (1097—1163), португальська інфанта.
          - F3. Тереза (1098—1098), португальська інфанта.
          - F4. Енріке (1106—1110), португальський інфант.
          - F5.  Афонсу I (1109—1185), граф Португальський (з 1112), король Португалії (з 1139) ∞ Матильда, дочка савойського графа Амадея III.

      - D2. Констанція (1046—1093) ∞  Альфонсо VI (1042—1109), король Кастилії і Леону (з 1072).

### Від Афонсу І до Фернанду І
- F5.  Афонсу І (1109—1185), граф (1112—1139) і король Португалії (1139—1185) ∞ Матильда (1125—1158), донька савойського графа Амадея III
  - G1. Енріке (1147—1155)
  - G2. Уррака (1148—1211) ∞ Фернандо ІІ, леонський король.
  - G3. Тереза (1153—1162)
  - G4. Мафалда (1153—1162)
  - G5.   Саншу I (1154—1212), король Португалії (1185—1212) ∞ Дульса (1160—1198), донька барселонського графа Рамона-Беренгера IV
    - H1. Тереза (1175/1176—1250) ∞ Альфонсо IX, леонський король.
    - H2. Санша (1180—1229)
    - H3. Конштанса (1182—1202)
    - H4.  Афонсу II (1185—1223), король Португалії (1211—1223) ∞ Уррака (1186—1220), донька кастильського короля Альфонсо VII
      - I1.  Саншу II (1209—1248), король Португалії (1223—1248) ∞ Менсія (1215—1270), донька біскайського сеньйора Лопе II
      - I2.  Афонсу III (1210—1279), король Португалії (1248—1279) ∞ 1) Матильда (1202—1259), донька булонського графа Рено; 2) Беатриса (1242—1303), донька кастильського короля Альфонсо X
        - J1.  Дініш (1261—1325), король Португалії (1279—1325) ∞ Ізабела (1271—1336), донька арагонського короля Педро III
          - К1.  Афонсу IV (1290—1357), король Португалії (1325—1357) ∞ Беатриса (1293—1359), донька кастильського короля Санчо IV.
            - L1.  Педру I (1320—1367), король Португалії (1357—1367) ∞ 1) Констанса (1317—1345), донька вільєнського князя Хуана; 2) Інес де Кастро (1325—1355), донька кастильського мажордома Педро
              - M1.  Фернанду I (1345—1383), король Португалії (1367—1383) ∞ Леонора (1350—1386), донька португальського вельможі Мартіна
                - N1. Беатриса (1372—1420) ∞ Хуан I, король Кастилії

              - M2. Жуан (1349—1396), герцог Валенсійський (1386—1396)
              - М3: Дініш (1354—1403), сеньйор Сіфуентеський (1372—1403)
              - M4.  * Жуан I (1357—1433), король Португалії (1385—1433) →  Авіси.

        - J2. Афонсу (1263—1312), сеньйор Порталергрівський.

    - H5. Педру (1187—1258) сеньйор Балеарський ∞ Аврембія, урхельська графиня.
    - H6. Фернанду (1188—1233) ∞ Жанна І, фландрська графиня.
    - H7. Мафалда (1195/1196—1256)а ∞ Енріке I, кастильський король.
    - H8. Беренгарія (1196/1198—1221) ∞ Вальдемар II, данський король.

  - G6. Жуан (1156—1164)
  - G7. Санша (1157—1166/1167)
  - * G8. Фернанду, або Афонсу (1135/1140—1207) бастард Шамои де Помбейро, великий магістр госпітальєрів (1202—1206).

 — королі Португалії.
* — бастарди

## Родинні зв'язки
- Ароський дім
  1. Саншу II (1209—1248), король Португалії (1223—1248) ∞ Менсія (1215—1270), донька біскайського сеньйора Лопе II

- Барселонський дім
  1. Саншу I (1154—1212), король Португалії (1185—1212) ∞ Дульса (1160—1198), донька барселонського графа Рамона-Беренгера IV
  2. Дініш (1261—1325), король Португалії (1279—1325) ∞ Ізабела (1271—1336), донька арагонського короля Педро III

- Даммартенський дім
  1. Афонсу III (1210—1279), король Португалії (1248—1279) ∞ 1) Матильда (1202—1259), донька булонського графа Рено

- Кастильський Бургундський дім
  1. Афонсу II (1185—1223), король Португалії (1211—1223) ∞ Уррака (1186—1220), донька кастильського короля Альфонсо VII
  2. Афонсу III (1210—1279), король Португалії (1248—1279) ∞ Беатриса (1242—1303), донька кастильського короля Альфонсо X
  3. Афонсу IV (1290—1357), король Португалії (1325—1357) ∞ Беатриса (1293—1359), донька кастильського короля Санчо IV
  4. Педру I (1320—1367), король Португалії (1357—1367) ∞ Констанса (1317—1345), донька вільєнського князя Хуана

- Кастро
  1. Педру I (1320—1367), король Португалії (1357—1367) ∞ Інес де Кастро (1325—1355), донька кастильського мажордома Педро

- Мінезіші
  1. Фернанду I (1345—1383), король Португалії (1367—1383) ∞ Леонора (1350—1386), донька португальського вельможі Мартіна

- Савойський дім
  1. Афонсу І (1109—1185), граф (1112—1139) і король Португалії (1139—1185) ∞ Матильда (1125—1158), донька савойського графа Амадея III

- Трастамарський дім
  1. Беатриса (1372—1420) ∞ Хуан I, король Кастилії

## Галерея

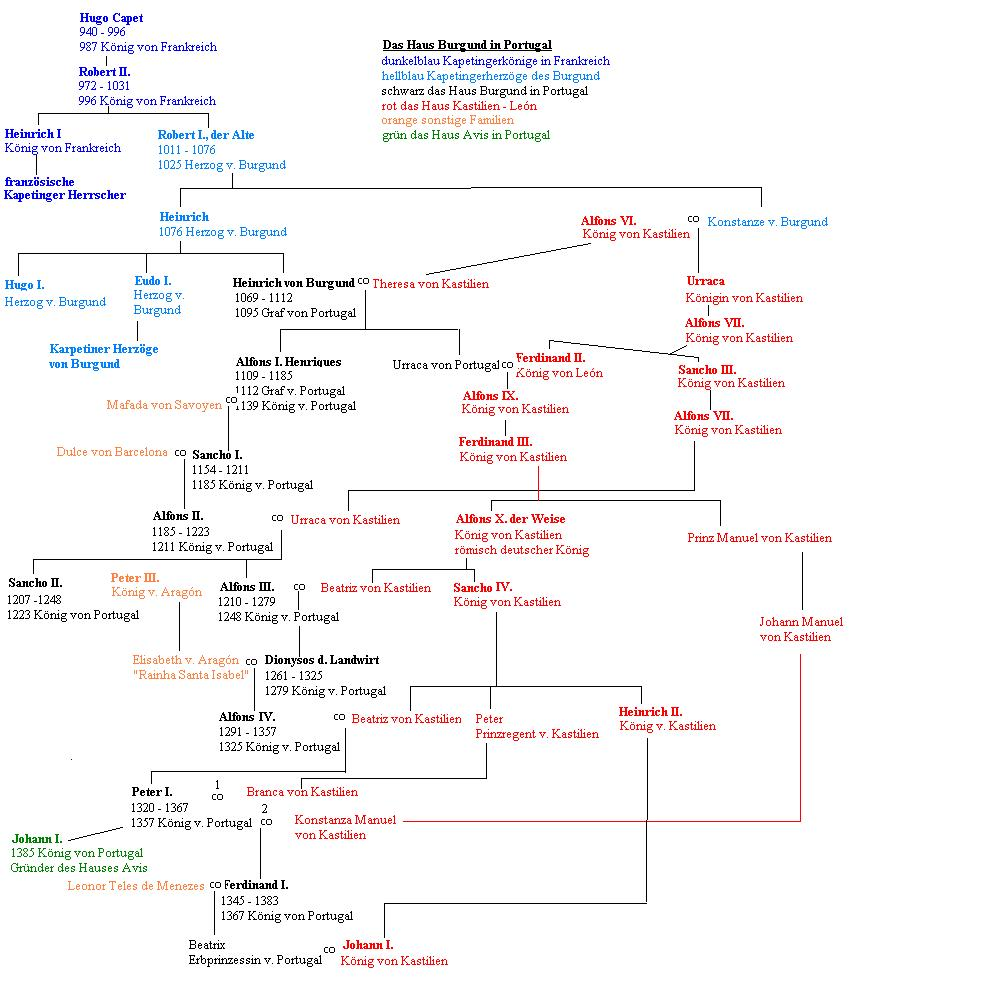
Генеалогічне дерево
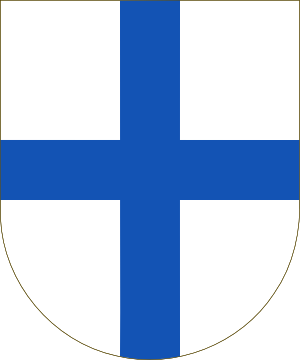
Уявний герб 1095—1139
Королівський герб 1139—1248
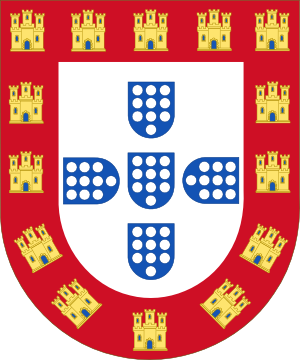
Королівський герб 1248-1385
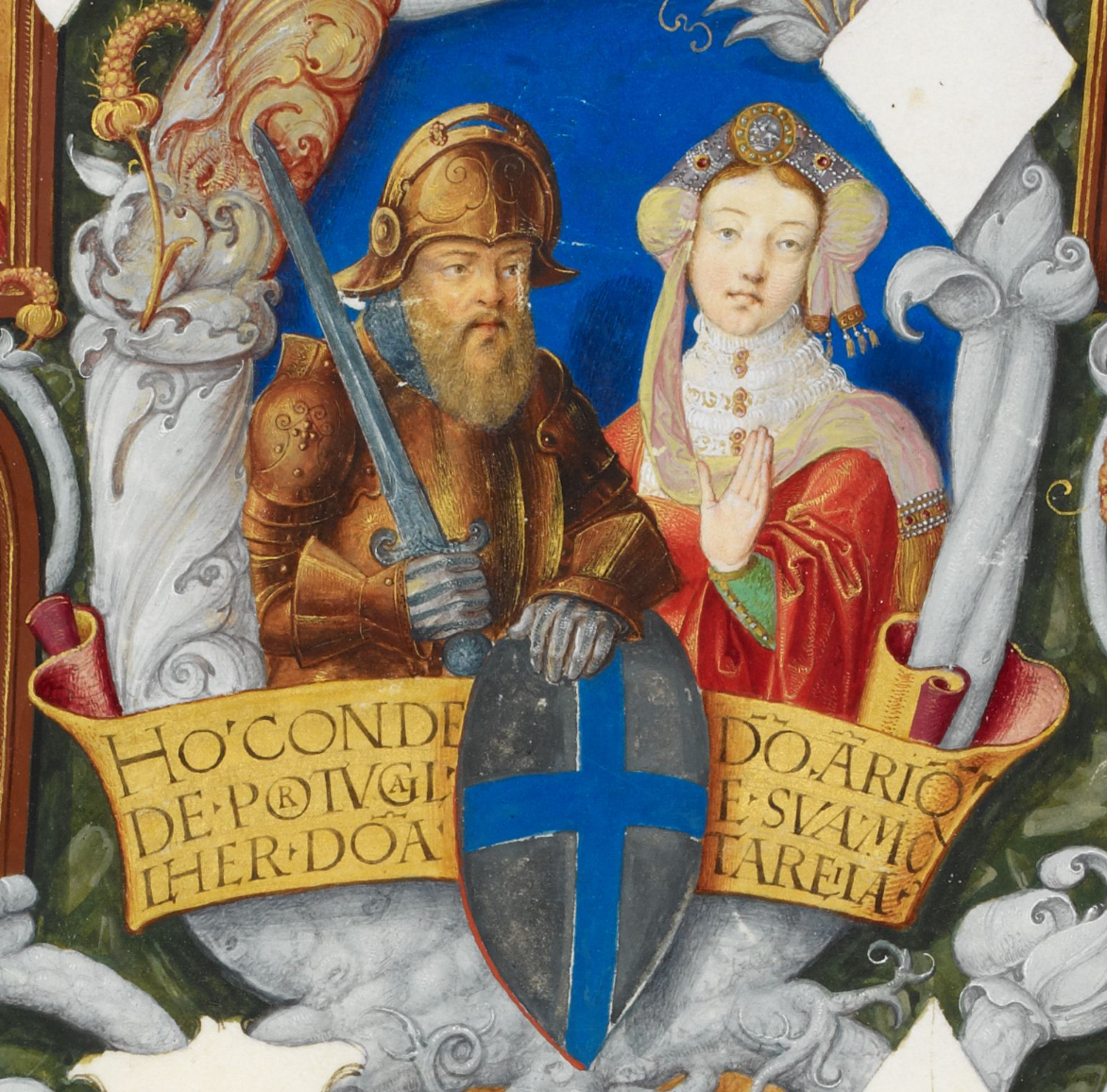
Генріх і Тереза